# Anny Delorie
Anny (Annie) Delorie (Amsterdam, 17 de gener de 1925 – Bovenkarspel, 19 de novembre de 2009) fou una mezzosoprano neerlandesa. Debutà en la temporada 1950–1951.

## Biografia
Va ser un cantant una contralt neerlandesa. Després de l'escola primària, Anny va anar per primera vegada a l'escola de moda. Un professor de cant va notar que Anny Delorie tenia talent per cantar. Però com que hi havia altres assumptes en joc durant els anys de la guerra, va començar a treballar a l'oficina de Nedlloyd el 1940 quan tenia 15 anys.
Després d'aquesta feina d'oficina, va preferir seguir treballant en una carrera de cantant. Després d'un primer any a l'Escola de Música, va rebre una beca i va anar al Conservatori d'Amsterdam on va seguir una formació general i hi va aprendre la professió de cantant.
Després dels seus estudis, Anny Delorie va actuar com a cantant de lieder i oratori i va treballar amb l'Amsterdams Vocaal Ensemble. El 1949 va participar en un Concurs Internacional de Vocal a La Haia. També s'havia convertit en membre de Zanglust, el cor mixt i infantil de Willem Hespe. El febrer de 1961 va actuar -com a coneguda cantant- amb el mateix cor infantil a Amsterdam, quan Willem Hespe va fer 85 anys.
Va debutar amb l'Òpera Holandesa la temporada 1950-1951 amb el paper de Rosette a l'òpera Manon de Jules Massenet. La seva última aparició va ser en el paper d'Ulrica la temporada 1969-1970 a Un ballo in maschera de Verdi.
Durant les dècades de 1950 i 1960 va actuar regularment a Londres, Berlín i Colònia i diversos altres centres d'òpera europeus.
Va cantar gairebé tots els papers importants per a contralt i mezzosoprano i va celebrar grans triomfs en obres de Verdi i Wagner.
El 27 de febrer de 1961, Anny Delorie es va casar amb Levi Biloen, primer violinista de l'"Amsterdam Royal Concertgebouw Orchestra". Van tenir un fill: Fred. Va cantar a l'escenari en més d'un centenar d'actuacions.